# Hrísey
Hrísey é uma pequena ilha ao largo da costa norte da Islândia, situada a cerca de 35 quilômetros ao norte de Akureyri, no fiórde de Eyjafjörður.
Desde 2004, a ilha tem sido uma parte do município de Akureyri, tendo sido anteriormente um município próprio.
Hrísey em si tem uma área total de 7,67 km² e tem cerca de 7,5 quilômetros de comprimento por 2,5 km de largura em seu ponto mais largo, no sul. É a segunda maior ilha da costa da Islândia (depois de Heimaey na Vestmannaeyjar). Tem uma população de aproximadamente 180 pessoas e tem sido continuamente habitada desde o início da colonização da Islândia. A ilha está ligada ao continente por um serviço de ferry que a liga com Árskógssandi, em uma viagem de quinze minutos.
Historicamente, a ilha foi usada como base para a indústria de pesca, primeiro por noruegueses e suecos e depois por islandeses, e no final do século XIX, abrigava uma fábrica de salga de arenque. A sobrepesca nas águas islandesas levou a um declínio acentuado no sector de pesca na década de 1960, e o último fábrica de congelamento de peixe em Hrísey foi propriedade da Eyjafjörður Co-operative Society, fechada em 1999.
Mais recentemente, Hrísey desenvolveu uma reputação como um destino de observação de aves. Não existem predadores naturais na ilha, tornando-se um santuário ideal de pássaros. A parte norte da Hrísey, Ystabæjarland, é uma reserva natural de propriedade privada e o abate de aves é proibida no resto da ilha.